# Antonio Buero Vallejo

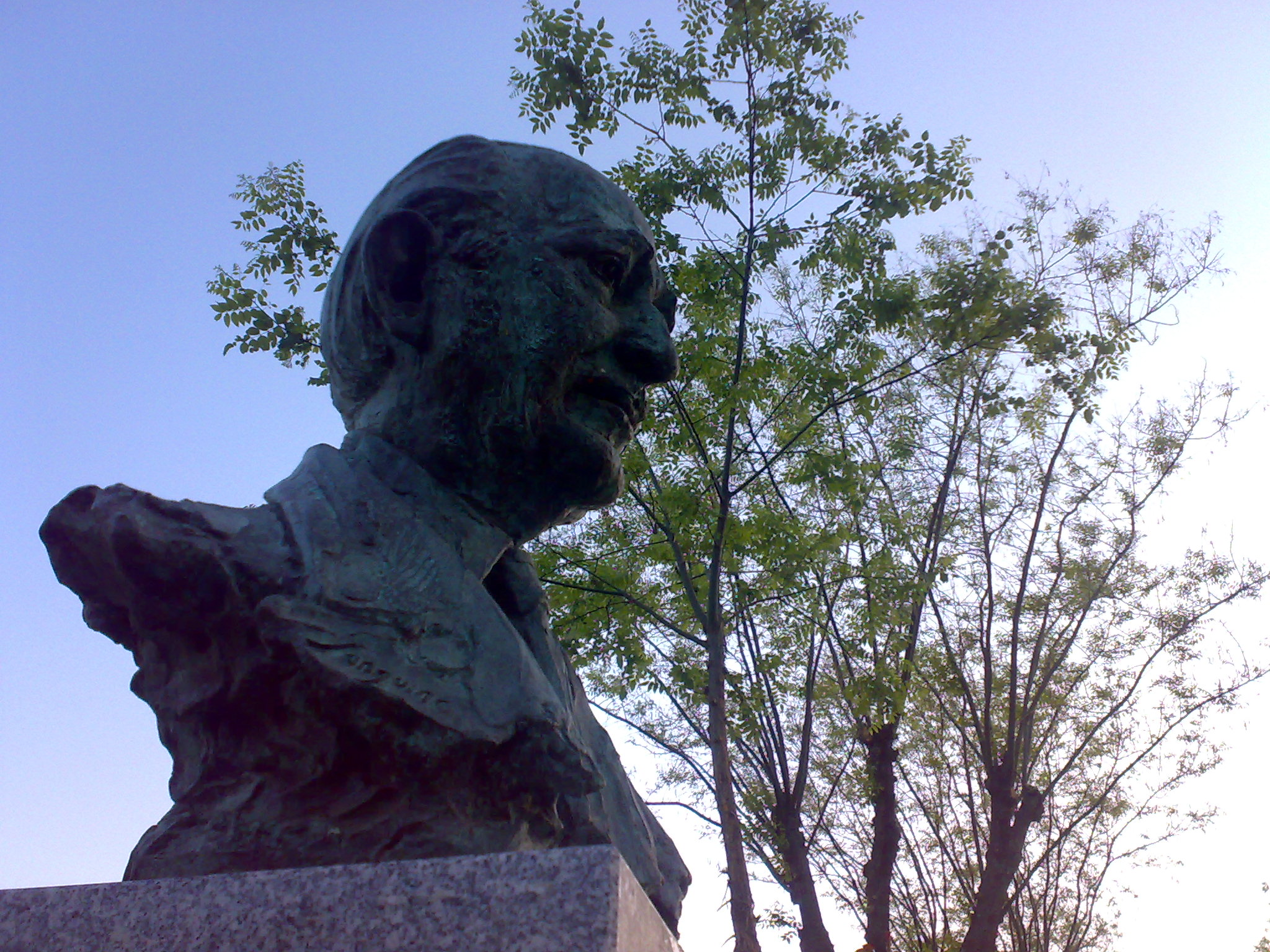
Büste von Antonio Buero Vallejo in Guadalajara

Antonio Buero Vallejo (* 29. September 1916 in Guadalajara; † 29. April 2000 in Madrid) war ein spanischer Dramenautor und Maler.

## Leben
Antonio Buero Vallejo wurde in Guadalajara geboren. Sein Vater Francisco war Hauptmann der spanischen Armee und Zeichenlehrer an der Academia Militar de Ingenieros. Seine Mutter hieß María Cruz. 1911 wurde sein Bruder Francisco geboren, 1926 seine Schwester Carmen. Antonio verbrachte seine Kindheit in Guadalajara, wo er auch zur Schule ging. Von 1927 bis 1928 ging er mit seinem Vater (der dort stationiert war) nach Larache in Marokko. Er war ein begabter Zeichner und wollte eigentlich Maler werden, fand jedoch auch schon früh zur Literatur, da sein Vater viele Bücher besaß. 1932 erhielt er einen Preis für eine Erzählung in einem Schülerwettbewerb. 1934 übersiedelte die Familie nach Madrid, wo er sich an der Real Academia de Bellas Artes de San Fernando einschrieb. Nach Ausbruch des Spanischen Bürgerkriegs 1936 wollte er sich auf Seiten der Republikaner freiwillig an die Front melden, doch seine Familie war dagegen.
Am 7. Dezember 1936 wurde Buero Vallejos Vater im Zuge der Kriegshandlungen als Angehöriger der Republikanischen Armee hingerichtet. Buero Vallejo meldete sich daraufhin 1937 als Soldat und kämpfte in einem Infanterieregiment an der Jaramafront. Bei Kriegsende befand er sich in Valencia, wo er verhaftet und für einige Tage in der Stierkampfarena gefangen gehalten; danach kam er für einen Monat ins Konzentrationslager von Soneja bei Castellón. Er bekam die Erlaubnis, nach Hause zurückzukehren, jedoch mit der Auflage, sich bei den Behörden zu melden. Dem kam er nicht nach, sondern beteiligte sich am Wiederaufbau der Partido Comunista de España (Kommunistischen Partei Spaniens), der er sich während des Bürgerkrieges angeschlossen hatte.
Im Mai oder Juni 1939 wurde er verhaftet und in einem Schnellverfahren zum Tod verurteilt; acht Monate später wurde die Todesstrafe in eine lebenslange Haftstrafe umgewandelt. Er saß seine Strafe in verschiedenen Haftanstalten ab, so zum Beispiel eineinhalb Jahre in Conde de Toreno, wo er ein später berühmtes Bild von seinem Schriftstellerkollegen Miguel Hernández malte. Drei Jahre war er in El Dueso gefangen, ein Jahr lang in Santa Rita. Anfang März 1946 wurde Buero Vallejo begnadigt und auf Bewährung auf freien Fuß gesetzt, doch durfte er das Stadtgebiet von Madrid nicht betreten, weswegen er sich in Carabanchel Bajo niederließ. Er wurde Mitglied des Ateneo und veröffentlichte einige Zeichnungen in diversen Zeitungen.
Zu dieser Zeit begann sich sein Interesse von der Malerei ab- und der Literatur zuzuwenden. Im August 1946 verfasste er innerhalb von nur einer Woche sein erstes Drama, En la ardiente oscuridad, das 1959 von Daniel Tinayre in Argentinien für das Kino adaptiert wurde; da der Regisseur aber das Ende des Dramas und damit die Aussage des Stückes verändert hatte, musste er seinen Film später auf Wunsch von Buero Vallejo in Luz en la sombra umbenennen. Zwischen 1947 und 1948 schrieb Buero Vallejo Historia de una escalera, sein später berühmtestes Theaterstück. Die Uraufführung wurde zu einem unerwarteten Publikumserfolg und fand auch Beifall von Seiten der Theaterkritik; später wurde das Drama von Ignacio F. Iquino verfilmt. 1948 verfasste Buero Historia despiadada und Otro juicio de Salomón sowie den Einakter Las palabras en la arena.
In den 1950er Jahren wurden Stücke von Buero Vallejo zum ersten Mal im Ausland aufgeführt, so zum Beispiel in Mexiko-Stadt, Mexiko und Santa Barbara in den USA. 1954 verbot jedoch die Dirección General de Cinematografía y Teatro die Uraufführung von Aventura en lo gris in Spanien, und auch in den sechziger Jahren hielten die Probleme mit den Zensurbehörden an. In diese Zeit fiel auch die Diskussion mit seinem Schriftstellerkollegen Alfonso Sastre über die Möglichkeiten des Schreibens unter einem totalitären Regime, die hauptsächlich in der Zeitschrift Primer Acto ausgetragen wurde.
1959 heiratete er die Schauspielerin Victoria Rodríguez, mit der er zwei Kinder hatte: Carlos (* 1960) und Enrique (* 1961).
1963 beteiligte sich der Autor an einer Petition von 100 spanischen Intellektuellen an das Informations- und Tourismusministerium, weswegen er für mehrere Jahre de facto Aufführungsverbot erhielt und in der Presse totgeschwiegen wurde. Das 1964 verfasste Stück La doble historia del doctor Valmy konnte erst nach Ende der Franco-Diktatur, 1976, uraufgeführt werden.
Angesichts der Schwierigkeiten im eigenen Land unternahm Buero Vallejo eine längere Reise in die USA, wo er Gastvorträge an diversen Universitäten abhielt. 1967 wurde sein Drama El tragaluz uraufgeführt, das zu einem großen Publikumserfolg wurde und mehrere hundert Aufführungen erlebte.
1971 wurde Buero Vallejo in die Real Academia Española aufgenommen. Nach der Rückkehr Spaniens zur Demokratie wurde er Gründungsmitglied der Vereinigung von ehemaligen Bürgerkriegskämpfern („Unión de Ex Combatientes de la Guerra de España“) und der Vereinigung ehemaliger politischer Gefangener und Bürgerkriegsopfer („Asociación de Ex Presos y Represaliados de la Guerra Civil“). Sein Bekanntheitsgrad im Ausland stieg zusehends, und er war auf verschiedenen Theaterfestivals und Kongressen eingeladen, wie zum Beispiel: Caracas: IV. Sesión Mundial del Teatro de las Naciones 1977, Modern Language Association, New York City, 1978, Deutscher Hispanistenverband in Tübingen, Gastvorträge an den Universitäten von Freiburg im Üechtland, Neuchâtel und Genf 1980, beim PEN-Club in Oslo; die Universität von Murcia gab 1984 einen Band über sein dramatisches Schaffen heraus. 1985 schuf die Stadtverwaltung von Guadalajara den nach ihm benannten „Premio de Teatro Antonio Buero Vallejo“.
1986 starb sein Sohn Enrique bei einem Verkehrsunfall; er widmete ihm sein Stück Lázaro en el laberinto. Am Tag der Uraufführung erhielt er als erster Dramatiker den Cervantespreis zugesprochen. Zehn Jahre später sollte er ebenfalls als erster Dramenautor den Premio Nacional de las Letras Españolas verliehen bekommen.
Am 29. April 2000 starb Antonio Buero Vallejo im Alter von 83 Jahren an einem Schlaganfall.

## Werk
Antonio Buero Vallejo war einer der bedeutendsten Dramenautoren Spaniens im 20. Jahrhundert. Er schrieb vor allem gesellschafts- und sozialkritische Stücke. Da er von der Zensur ständig behindert wurde, entschied er sich dafür, eine Praxis des Möglichen einzuschlagen, den sogenannten „Posibilismo“. Dafür wurde er von anderen regimekritischen Autoren, insbesondere Alfonso Sastre, heftig kritisiert. Er war ein bedeutender Autor für die Erneuerung des spanischen Theaters nach dem Bürgerkrieg, in einer realistischen, ernsten, eher ins Tragische gehenden Facette, die sich stark abhebt von der frivolen Komödie, die damals in Spanien en vogue war. Sein ganzes Werk ist durchzogen von einer stark sozialkritischen Komponente, auch existentialistische Züge kann man in ihm finden. Buero verfolgt dabei aber keineswegs eine Ästhetik des sozialistischen Realismus. Oft nimmt er Behinderungen wie Blindheit, Taubheit zum Ausgangspunkt eines dramatischen Konflikts. Die Schauplätze sind zugleich real und symbolisch: eine Stiege, ein Keller... Oft geht es in seinen Dramen um Unterdrückung und Folter, um allgemein menschliche Themen wie Wahrheit, Schuld, Glaube, Liebe etc., aber ohne religiöse Komponente.
Buero Vallejo nahm auch teil an Kolloquien, er schrieb in Zeitschriften, förderte die Entstehung einer Dramentheorie in Spanien, er wurde auch zum Mentor für jüngere Autoren. Zudem kam er beim Publikum, speziell beim jungen universitären, sehr gut an und konnte große Erfolge verzeichnen, letztlich auch bei der Theaterkritik, es gibt außergewöhnlich viele Studien über sein Werk. In seinem umfangreichen Werk lassen sich mehrere Phasen ausmachen, vom sozialkritischen Realismus über symbolische und historische Dramen bis hin zu experimentelleren Formen mit Zeitsprüngen, multiplen Schauplätzen, Verkörperung von Träumen und Visionen etc. (vgl. Sanz Villanueva: 243ff.).
Vor dem Bürgerkrieg war Buero Vallejo auch als bildender Künstler bekannt, berühmt ist zum Beispiel sein Bild von Miguel Hernández, mit dem er eine Zeitlang zusammen im Gefängnis saß.

### Theaterstücke
- Historia de una escalera, Uraufführung am Teatro Español in Madrid, 14. Oktober 1949.
- En la ardiente oscuridad, Uraufführung am Teatro María Guerrero, 1. Dezember 1950
- La tejedora de sueños, Uraufführung am Teatro Español, 11. Januar 1952
- La señal que se espera, Uraufführung am Teatro Infanta Isabel, 21. Mai 1952.
- Casi un cuento de hadas, Uraufführung am Teatro Alcázar, 10. Januar 1953
- Madrugada, Uraufführung am Teatro Alcázar, 9. Dezember 1953
- Irene, o el tesoro, Uraufführung am Teatro María Guerrero, 14. Dezember 1954
- Hoy es fiesta, Uraufführung am Teatro María Guerrero, 20. September 1956
- Las cartas boca abajo, Uraufführung am Teatro Reina Victoria, 5. Dezember 1957
- Un soñador para un pueblo, Uraufführung am Teatro Español, 18. Dezember 1958, Verfilmung 1988 unter dem Titel Esquilache, Regisseurin Josefina Molina
- Las Meninas, Uraufführung am Teatro Español, 9. Dezember 1960
- El concierto de San Ovidio, Uraufführung am Teatro Goya, 16. November 1962
- El tragaluz, Uraufführung am Teatro Bellas Artes, 7. Oktober 1967
- La doble historia del doctor Valmy, Uraufführung in englischer Sprache am Gateway Theater von Chester, Großbritannien, 22. November 1968, spanische Erstaufführung: Teatro Benavente, 29. Januar 1976
- El sueño de la razón, Uraufführung am Teatro Reina Victoria, 6. Februar 1970
- Llegada de los dioses, Uraufführung am Teatro Lara, 17. September 1971
- La Fundación, Uraufführung am Teatro Fígaro, 15. Januar 1974
- La detonación, Uraufführung am Teatro Bellas Artes, 20. September 1977
- Jueces en la noche, Uraufführung am Teatro Lara, 2. Oktober 1979
- Diálogo secreto, Uraufführung am Teatro Victoria Eugenia in San Sebastián, 6. August 1984
- Lázaro en el laberinto, Uraufführung am Teatro Maravillas, 18. Dezember 1986.
- Música cercana, Uraufführung am Teatro Arriaga in Bilbao, 18. August 1989
- Las trampas del azar, Uraufführung am Teatro Juan Bravo in Segovia, 23. September 1994
- Misión al pueblo desierto, Uraufführung am Teatro Español de Madrid, 8. Oktober 1999

### Lyrik
- Tentativas poéticas, 1991 (26 Gedichte)

### Gesamtausgabe
- Obra completa. Hg. von Iglesias Feijoo, Luis / Paco, Mariano de. Madrid: Espasa Calpe, 1994.

### Deutsche Übersetzungen
- Richter in der Nacht: Profanes Mysterium in 2 Teilen. Aus dem Spanischen von Achim Gebauer. Berlin: Henschel, [1982 ?]
- Das Konzert zum Heiligen Ovide: Parabel in 3 Akten. Aus dem Spanischen von Fritz Rudolf Fries. Berlin: Henschel, [1977]
- Die Stiftung: Fabel in 2 Teilen. Aus dem Spanischen von Fritz Rudolf Fries. Berlin: Henschel, [1975]

## Auszeichnungen und Preise
- Premio Lope de Vega für Historia de una escalera 1949
- Premio Nacional de Teatro 1956
- Premio María Rolland für Hoy es fiesta.
- Premio Nacional de Teatro für Las cartas boca abajo 1957
- Premio Nacional de Teatro und Premio María Rolland für Un soñador para un pueblo 1958
- Premio de la Crítica de Barcelona für Un soñador para un pueblo 1959
- Premio de Teatro de la Fundación Juan March für Hoy es fiesta 1959
- Premio María Rolland für Las Meninas 1960
- Premio Larra und Premio de la Crítica de Barcelona für El concierto de San Ovidio 1962
- Korrespondierendes Mitglied der Hispanic Society of America 1966
- Premio El Espectador y la Crítica und Premio Leopoldo Cano für El tragaluz 1967
- Ehrenmitglied von The American Association de Teachers of Spanish and Portuguese 1969
- Premio El Espectador y la Crítica und Premio Leopoldo Cano für El sueño de la razón 1970
- Mitglied der Real Academia Española 1970
- Premio Leopoldo Cano für Llegada de los dioses 1970
- Premio Leopoldo Cano, Premio Mayte, El Espectador y la Crítica, Long Play, Le Carrousel und Foro Teatral für La Fundación 1974
- Premio El Espectador y la Crítica, Leopoldo Cano, Radio España und Maratón Radio Popular für La doble historia del doctor Valmy 1976
- Premio El Espectador y la Crítica für La detonación 1977
- Premio Nacional de Teatro für sein Gesamtwerk 1980
- Premio El Espectador y la Crítica und Premio Long Play für Caimán 1981
- Premio El Espectador y la Crítica, Long Play und Premio Ercilla für Diálogo secreto 1984
- Medaille Valle-Inclán der Asociación de Escritores y Artistas 1984
- Premio Pablo Iglesias 1986
- Cervantespreis 1986
- Premio El Espectador y la Crítica für Lázaro en el laberinto 1986
- Ehrenbürgerschaft von Guadalajara 1986
- Medalla de Oro de Castilla-La Mancha 1988
- Ehrenmitglied der Asociación de Escritores y Artistas 1988
- Ehrenpräsident der Asociación de Autores de Teatro 1991
- Medalla de Oro al Mérito en las Bellas Artes 1993
- Medalla de Honor de la Sociedad General de Autores de España 1994
- Premio Nacional de las Letras Españolas 1996
- Ehrenmedaille der Universidad Carlos III Madrid 1997
- Medaille der Universidad de Castilla-La Mancha 1997
- Medalla de Oro der Provinz Guadalajara 1997
- Banda de honor de la «Orden de Andrés Bello» der Republik Venezuela 1997
- Premio a las Letras der Comunidad de Madrid 1997